# Fofi Jenimata
Fofi Jenimata, właśc. Fotini Jenimata, gr. Φωτεινή (Φώφη) Γεννηματά (ur. 17 listopada 1964 w Atenach, zm. 25 października 2021 tamże) – grecka polityk, działaczka partyjna, posłanka do Parlamentu Hellenów, przewodnicząca Panhelleńskiego Ruchu Socjalistycznego (PASOK) i Ruchu na rzecz Zmian (KINAL).

## Życiorys
Córka Jeorjosa Jenimatasa, współzałożyciela PASOK-u i ministra w różnych resortach. Ukończyła studia z zakresu nauk politycznych na Uniwersytecie Narodowym im. Kapodistriasa w Atenach. Pracowała w sektorze bankowym.
Zaangażowała się w działalność polityczną w organizacji młodzieżowej i następnie partii swojego ojca. Powoływana w skład komitetu centralnego i biura politycznego PASOK-u. Była sekretarzem wydziału edukacji w strukturze partyjnej i rzecznikiem ugrupowania. Pierwszy raz wybrana do greckiego parlamentu w 2000, złożyła mandat pod koniec 2002. Od 2003 do 2007 kierowała prefekturą Ateny-Pireus. Zajmowała stanowisko wiceministra zdrowia (2009–2010), edukacji (2010–2011) i spraw wewnętrznych (2011–2012). W maju 2012 ponownie uzyskała mandat poselski, jednakże parlament został w tym samym miesiącu rozwiązany.
Od 2013 do 2015 Fofi Jenimata była wiceministrem obrony w gabinecie Andonisa Samarasa. W styczniu 2015 powróciła do Parlamentu Hellenów, mandat utrzymała w kolejnych wyborach we wrześniu tego samego roku. 14 czerwca 2015 została wybrana na przewodniczącą Panhelleńskiego Ruchu Socjalistycznego.
W 2017 zwyciężyła w wyborach na przewodniczącą federacyjnego centrolewicowego ugrupowania Ruch na rzecz Zmian. W 2019 partia ta zajęła w wyborach krajowych trzecie miejsce, Fofi Jenimata uzyskała poselską reelekcję.
W 2008 zdiagnozowano u niej raka piersi. W październiku 2021 została hospitalizowana w związku z nawrotem tej choroby, w konsekwencji ogłosiła rezygnację z ponownego ubiegania się o przywództwo w partii. Zmarła w ateńskim szpitalu w tym samym miesiącu. Premier Kiriakos Mitsotakis na dzień 27 października 2021 zarządził żałobę narodową.

## Życie prywatne
Była zamężna, miała troje dzieci.